# El día de la codependencia
Co-Dependent's Day, llamado El día de la codependencia en España y en Hispanoamérica, es un episodio perteneciente a la decimoquinta temporada de la serie animada Los Simpson, emitido originalmente el 21 de marzo de 2004. El episodio fue escrito por Matt Warburton y dirigido por Bob Anderson.

## Sinopsis
Cuando Homer, Bart, y Lisa asisten al cine y ven la película de la Guerra de los Cosmos (parodia de Star Wars: Episodio I), resulta ser peor de lo que pensaban. En la casa, Marge les sugiere a Bart y a Lisa que le escriban una carta al creador de la película, quejándose de la mala calidad de la misma. Dos semanas después, reciben una respuesta, la cual les demuestra que nadie había leído la carta, ya que les mandaban merchandising de la película. Esto hace que los Simpson viajen a California, en donde Marge y Homer van a una bodega de vinos, mientras Bart y Lisa visitan los Estudios Guerra de los Cosmos, donde trabaja el creador de la película, Randall Curtis (parodia de George Lucas), y le dicen que la película había perdido el rumbo de sus anteriores versiones. A Randall no le gusta lo que le dicen los niños, hasta que Lisa le explica que una mejor tecnología y efectos especiales no lograban mejores películas, como Curtis creía. Curtis concuerda, y decide modificar la película para hacerla mejor.
Bart y Lisa se juntan con Homer y Marge, quienes están ebrios de beber las muestras gratis de los vinos. De vuelta en Springfield, Homer y Marge asisten a la taberna de Moe para beber más vino. Moe abre una botella de Chateau Latour 1886, sin conocer el valor del vino. Homer y Marge continúan bebiendo durante muchos días, hasta que Marge sufre una fuerte resaca, luego de la cual le dice a Homer que deben dejar de beber. Desafortunadamente, cuando ellos van al Oktoberfest (fiesta de la cerveza alemana), Marge, quien trata de no beber, se rinde y termina bebiendo un tarro gigante de cerveza. Homer la lleva a su casa manejando, pero, por su propio estado etílico, termina volcando el auto. 
Para evitar un arresto, Homer posiciona a Marge en el asiento del conductor, para que pareciera que ella había sido la causante del choque. La policía la arresta, pero pronto la deja libre. Más tarde, Barney le sugiere a Marge ir a una clínica de rehabilitación por un mes y, cuando esta se va, Homer deja a Ned Flanders a cargo de los niños. Cuando ve a su esposa en la clínica, Homer le confiesa lo que había hecho, y ella, enojada, vuelve a beber a escondidas con los otros internados. Sin embargo, estos notan que a Marge le interesa más Homer que la bebida, por lo que ella recapacita y vuelve con él, sin embargo Marge le pide al patriarca que deje de beber, pero él se niega a prometer eso y termina bebiendo licor oculto en una Biblia.